# Impacts (téléfilm, 2026)
Pour les articles homonymes, voir Impacts.
Pour plus de détails, voir Fiche technique et Distribution.
Impacts est un téléfilm franco-belge réalisé par Alain Tasma d'après un scénario d'Alain Tasma et Hervé Commère.
Ce thriller, inspiré de l'ouvrage Ce qu'il nous faut, c'est un mort de Hervé Commère, est une coproduction de Storia Television, de France Télévisions et de la société belge BESIDE Productions.

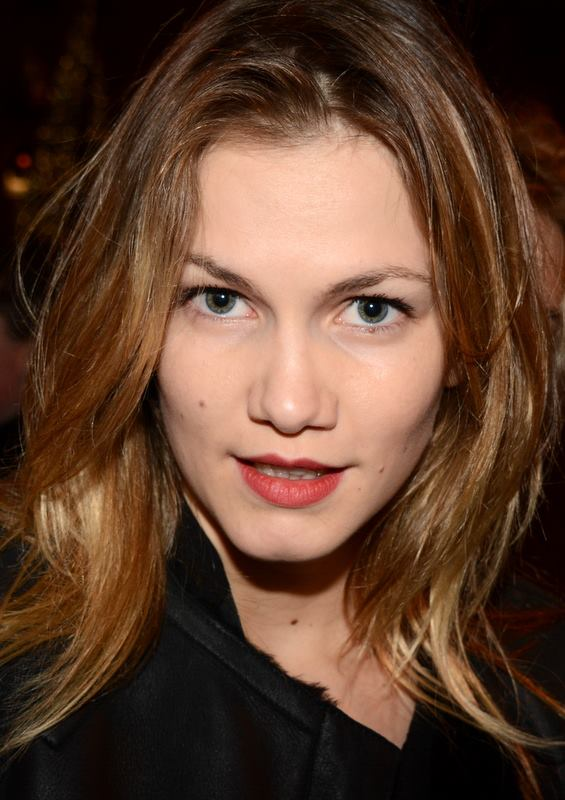
Margot Bancilhon.

## Fiche technique
Sauf indication contraire, les informations mentionnées dans cette section peuvent être confirmées par les bases de données cinématographiques  présentes dans la section « Liens externes ».
- Titre français : Impacts
- Réalisation : Alain Tasma[1],[2]
- Scénario : Alain Tasma et Hervé Commère[1],[2]
- Production : Thomas Anargyros[2]
- Sociétés de production : Storia Television, France Télévisions et BESIDE Productions[2]
- Pays de production :  France /  Belgique
- Langue originale : français
- Format : couleur
- Genre : thriller[3]
- Durée : 90 minutes[1],[2],[4]
- Dates de première diffusion :

## Distribution
- Margot Bancilhon : Audrey
- Florian Lesieur : Maxime
- Inès Kermas : Nora
- Pablo Pauly : Vincent
- Vincent Winterhalter : Auguste Tèmme

## Production

### Genèse et développement
Ce thriller, inspiré de l'ouvrage Ce qu'il nous faut, c'est un mort de Hervé Commère paru chez Fleuve Editions, est une coproduction de Storia Television, France Télévisions et BESIDE Productions, réalisée pour France 2 avec la participation de la région Pays de la Loire et du Centre national du cinéma et de l'image animée (CNC),.
Le téléfilm est accompagné dans sa mise en œuvre par le Bureau d'accueil des tournages régional de la région Pays de la Loire.
Le scénario est de la main d'Alain Tasma et Hervé Commère, et la réalisation est assurée par Alain Tasma,.
La production est assurée par Thomas Anargyros pour Storia Television.

### Tournage
Le tournage a lieu du 16 juillet au 13 août 2025 en région Pays de la Loire,,.
Des scènes sont tournées, entre autres, dans les communes de Clisson, Nantes, Legé, Le Pellerin et Ancenis.